# Свинцовые кодексы Иордании
Свинцо́вые ко́дексы Иорда́нии (англ. Jordan Lead Codices; иногда называемые просто иорданские кодексы или свинцовые книги) — набор кодексов, предположительно обнаруженных в иорданской пещере, опубликованных в марте 2011 года. Подавляющее большинство экспертов первоначально признали их фальсификацией. Согласно датировке, сделанной в 2016 году, возраст кодексов составил около 2000 лет. В 2017 году израильская и иорданская службы древностей официально признали их подделками.
Собрание кодексов насчитывает около семидесяти единиц, в каждой от пяти до 15 свинцовых листов (одни размером с паспорт, другие — с кредитную карту). Листы между собой скреплены свинцовыми кольцами. Рисунки и буквы выплавлены на свинцовых страницах. Писание сделано на трёх языках: арамейском, древнееврейском и древнегреческом.
Согласно первоначальным исследованиям металла, артефакт может датироваться I в. н. э. и, вследствие этого, является самой древней реликвией христианства. Некоторые учёные (в частности, специалист по эпиграфике А. Лемер) считают их подделкой. Директор Центра ионого излучения Nodus Laboratory Университета Суррея профессор физики ионого излучения Роджер Уэбб (англ. Roger Webb) и профессор того центра Крис Джейнес (англ. Chris Jeynes), методом изотопного анализа сравнив образец свинца кодексов с обнаруженным в графстве Дорсет на юго-западе Великобритании, который производился более 2 тысяч лет назад в Древнем Риме, пришли к выводу об их идентичности: «Это даёт очень убедительные доказательства тому, что объекты имеют большой возраст, в соответствии с результатами изучения текста и [грамматических] конструкций, предполагающих возраст около двух тысяч лет». В свою очередь руководитель Центра по изучению проблем религии и общества Института Европы РАН Роман Лункин высказал мнение, что «находка говорит о реальности событий в Новом Завете … и, кроме того, подтверждает всю раннехристианскую святоотеческую традицию, которая относится ко II веку нашей эры», включая «„Учение 12-ти апостолов“, или „Дидахэ“, считающееся одним из самых ранних документов, которые описывают жизнь раннехристианских общин», добавив, что найденные тексты «скорее говорят о том, как ранних христиан воспринимали со стороны ещё в более ранний период их существования» в те времена, когда раннехристианская община «ещё только отделялась от иудаизма», а первые христиане в представлении окружающих выглядели «своего рода иудейской сектой». И отметив, что в христианских писаниях, включая Евангелие, Иисус Христос представлен как прямой потомок царя Давида Лункин указал, что «окружающие [ранних христиан] люди также могли заметить этот акцент» и сделал вывод, что «всё, что описано в этой находке [свинцовых свитках] как раз не противоречит Новому Завету, а наоборот — подтверждает тот образ раннего христианства, который мог сложиться у стороннего наблюдателя».
Тем не менее, общего признания подлинности реликвий со стороны научного сообщества не существует. Одним из критиков находок был американский библеист (специалист по греческим текстам) Джеймс Давила, который заявил, что фальсификатор, копируя греческие надписи, перепутал буквы альфа и лямбда, а лик Иисуса заимствован из широко известной византийской мозаики. Его возмущение вызвало то, что столь грубая подделка вызвала большой ажиотаж в прессе. В сюжете BBC News от 26 ноября 2012 года фальсификацию категорически признали преподаватель древней истории Оксфордского университета Питер Тонеманн (англ. Peter Thonemann) и представители израильской Службы древностей. В том же сюжете было показано, что основной защитник подлинности свинцовых кодексов — Дэвид Элкингтон (англ. David Elkington) — не был академическим учёным и специалистом по древним письменностям Палестины, а также намеревался опубликовать книгу и документальный фильм по результатам своих находок.